# Cherain
Cherain (en wallon Tcherin) est une section et un village de la commune belge de Gouvy située en Wallonie dans la province de Luxembourg.
C’était une commune à part entière avant la fusion des communes de 1977.

## Géographie

### Villages limitrophes
| Montleban • Hallonru | Baclain | Baclain • Courtil |
| Sommerain            | Cherain | Sterpigny         |
| Vaux                 | Brisy   | Rettigny          |

### Altitude
Le centre du village se situe à 420 m. Son point le plus haut culmine à 470 m le long de la N878 tandis que son point le plus bas se situe à 390 m le long du Ruisseau de Cherain.

## Démographie
- Source: INS recensements population

## Histoire
Cherain fut mentionné pour la première fois en 814 à l´occasion d´une donation pour le monastère de Stavelot (RI no. 0545).
En 888, le roi Arnulf confirmait au couvent de Ste. Marie en Aix-La-Chapelle ses propriétés à "Charauso" (MGH DArn no. 031). Plus tard, ce lieu était une commune du département des Forêts sous le régime français. Elle fut amputée en 1800 de Rettigny, érigée en commune jusqu’en 1823.
Au cours de la Seconde Guerre mondiale, le 10 mai 1940, jour du déclenchement de la campagne des 18 jours, Cherain est prise par les Allemands du Kradschützen-Bataillon 7 de la 7e Panzerdivision qui a pour objectif de traverser la Meuse au niveau de Dinant.

## Patrimoine et culture

### Patrimoine architectural
- L'église Saint-Vincent, de style roman, est classée depuis 1947.
- La maison Caprasse, gentilhommière classée.

## Enseignement

Panorama de Cherain.

## Économie

### Transports

#### Accès au village
Route:
Le village se situe le long de trois axes principaux. La N827 (Houffalize - Grüfflingen), la N878 (Cherain - Courtil) et la P20 (Cherain - Cetturu).
Transports publics:
Le village est desservi par différentes lignes d’autobus du TEC :
• La ligne 14/7 (Houffalize - Gouvy - Schmiede) ;
• La ligne 18 (Montleban - Houffalize - Bastogne) ;
• La ligne 18/2 (Cherain - Brisy - Hallonru) ;
• La ligne 18/3 (Houffalize - Vielsalm) ;
• La ligne 89 (Bastogne - Gouvy - Vielsalm) ;
• La ligne 163c (Bastogne - Gouvy).
La Gare SNCB de Gouvy se situe à 7 km du village.